# Kelecsén
Kelecsén (más néven Liptókelecsén, szlovákul Liptovské Kľačany) község Szlovákiában, a Zsolnai kerületben, a Liptószentmiklósi járásban.

## Fekvése
Liptószentmiklóstól 15 km-re délnyugatra, a Kelecséni völgy végénél 672 m magasan fekszik. A falu határához tartozó 1955 m magas Chabenec hegy az Alacsony Tátra Nemzeti Parkhoz tartozik.

## Története
A falu Királylubella határában keletkezett, először 1266-ban „Kelecheni” néven említik. Kelecsén 1474-ben „Kleczen” alakban bukkan fel írott forrásban. A Fejérpataky család birtoka volt. 1784-ben 55 házában 354 lakos élt.
A 18. század végén Vályi András így ír róla: „KELECSÉNY. Klacsán. Tót falu Liptó Várm. földes Ura Fejérpataky Uraság, lakosai katolikusok, Liptsei piatzozásától csak fél órányira van, a’ hol módgyok van a’ keresetre, fája is meg lehetősen van; de földgye sovány.”
1828-ban 48 háza volt 347 lakossal. A 18. század második felében határában vasércet kezdtek bányászni. Lakói közül sokan a közeli Királylubella bányáiban dolgoztak. A többiek mezőgazdasággal, erdei munkákkal, kézművességgel foglalkoztak.
Fényes Elek 1851-ben kiadott geográfiai szótárában így ír a faluról: „Kelecsényi, (Klacseni), tót f., Liptó m., 330 kath., 17 evang. lak. Nagy, de sovány határ, szép erdő. F. u. Fejérpataky.”
1905 után távolabbi, magyarországi bányákban is dolgoztak a falu lakói. A trianoni diktátumig Liptó vármegye Németlipcsei járásához tartozott.
1944-ben határában harcok folytak a partizánok és a német megszállók között.

### Szenterzsébet
A hozzá tartozó Szenterzsébet templomát 1339-ben „Ecclesia S. Elisabeth” alakban említik, Doncs liptói ispán építtette. A település 1415-ben „Zentherzebet” néven szerepel.
A 18. század végén Vályi András így ír róla: „SZENT ERZSÉBET. Szabad puszta Liptó Várm. földes Ura a’ Kelecsényi Plébános, fekszik Kelecsényhez nem meszsze, mellynek filiája.”
1828-ban 7 háza és 34 lakosa volt. Templomának helyén áll az 1878-79-ben épített torony nélküli mai templom.

## Népessége
| Év:            | 1994. | 2004.    | 2014.   | 2024.   |
| -------------- | ----- | -------- | ------- | ------- |
| Emberek száma: | 303   | 357      | 383     | 379     |
| Eltérés:       |       | +17,82 % | +7,28 % | -1,04 % |

| Év:            | 2023. | 2024.   |
| -------------- | ----- | ------- |
| Emberek száma: | 372   | 379     |
| Eltérés:       |       | +1,88 % |

1910-ben 270, túlnyomórészt szlovák lakosa volt.
2001-ben 347 lakosából 343 szlovák volt.
2011-ben 352 lakosából 324 szlovák.
2021-ben 378 lakosából 367 szlovák, 2 egyéb és 9 ismeretlen nemzetiségű volt.

## Nevezetességei
- Római katolikus temploma 1878-ban a korábbi, gótikus templom helyén épült historizáló stílusban. Harangját 1612-ben öntötték.
- A falu kiváló kiindulópontja a környező hegyekbe vezető turistautaknak. Legkedveltebb kirándulóhelyek a Kelecséni és Dúbravskai völgy, valamint a Chopok és Chabenec hegycsúcsok.

## Külső hivatkozások
- Községinfó
- Kelecsén Szlovákia térképén
- E-obce.sk[halott link]